# Ali Davoudi
Ali Davoudi (em persa: علی داوودی; Teerã, 22 de março de 1999) é um halterofilista iraniano, medalhista olímpico.

## Carreira
Davoudi conquistou a medalha de prata nos Jogos Olímpicos de Verão de 2020 em Tóquio, após levantar 441 kg na categoria masculina para pessoas com acima de 109 kg. Ele foi o campeão mundial júnior de 2018.